# Rodrigo Martins de Nomães
D. Rodrigo Martins de Nomães (1215 -?) foi um nobre e Cavaleiro medieval do Reino de Portugal, foi senhor de Nomães, actual Numão.

## Relações familiares
Casou com Beatriz Anes Redondo, filha de João Pires Redondo, governador das localidades de Neiva, de Refojos e de Riba de Ave e de Gontinha Soares de Melo, de quem teve:
1. Joana Rodrigues de Nomães (1240 -?) casada com Martim Vasques da Cunha, 4.º senhor do Morgado de Tábua.